# Bogdanki (gromada)
Bogdanki (do 30 XII 1959 Dorożki) – dawna gromada, czyli najmniejsza jednostka podziału terytorialnego Polskiej Rzeczypospolitej Ludowej w latach 1954–1972.
Gromady, z gromadzkimi radami narodowymi (GRN) jako organami władzy najniższego stopnia na wsi, funkcjonowały od reformy reorganizującej administrację wiejską przeprowadzonej jesienią 1954 do momentu ich zniesienia z dniem 1 stycznia 1973, tym samym wypierając organizację gminną w latach 1954–1972.
Gromadę Bogdanki z siedzibą GRN w Bogdankach utworzono 31 grudnia 1959 w  powiecie białostockim w woj. białostockim, w związku z przeniesieniem siedziby GRN gromady Dorożki z Dorożek do Bogdanek i przemianowaniem gromady na gromada Bogdanki.
31 grudnia 1959 do gromady Bogdanki przyłączono wieś Złotniki ze zniesionej gromady Biele oraz wsie Rostołty i Baranki ze zniesionej gromady Simuny.
Gromada przetrwała do końca 1972 roku, czyli do kolejnej reformy gminnej.